# Sigmatomera beebei
Sigmatomera beebei är en tvåvingeart som beskrevs av Alexander 1950. Sigmatomera beebei ingår i släktet Sigmatomera och familjen småharkrankar.
Artens utbredningsområde är Venezuela. Inga underarter finns listade i Catalogue of Life.